# Liste der Synagogen in Budapest
In der folgenden Liste werden alle Synagogen in Budapest aufgeführt, auch solche, die zurzeit nicht als Synagogen genutzt werden.
Synagogen außerhalb Budapests sind in der Liste von Synagogen in Ungarn aufgeführt.
Unter Bemerkungen wird die Verwendung des Synagogengebäudes angegeben, falls es nicht als aktive Synagoge tätig ist, sondern anderweitig genutzt wird.
Die in der Spalte Nr. angegebenen Nummern verlinken auf den ungarischen Denkmalschutz.

## Synagogen inBudapest
| Bild               | Name                                                                        | Adresse                                                                      | Ausrichtung           | Nr.   | Bemerkung |
| ------------------ | --------------------------------------------------------------------------- | ---------------------------------------------------------------------------- | --------------------- | ----- | --- |
| BW                 | Alma Synagoge                                                               | Alma utca 2, Budapest, 1122, XII. Bezirk (Standort)                          | Orthodox              |       | |
| BW                 | Amerikai Alapítványi Iskola zsinagógája, Synagoge der Amerikanischen Schule | Wesselényi utca 44, Budapest, 1077, VII. Bezirk (Standort)                   |                       |       | |
| BW                 | Amerikai Synagoge                                                           | Amerikai út 53, Budapest, 1145, XIV. Bezirk (Standort)                       |                       |       | |
| BW                 | Báthori Synagoge                                                            | Báthori utca 34, Budapest, 1191, XIX. Bezirk (Standort)                      |                       |       | |
| BW                 | Bet Orim Reform Jewish Congregation                                         | Revay utca 16, Budapest, 1061, VI. Bezirk (Standort)                         | Reform                |       | |
| Bet Smuel Synagoge | Bet Smuel Synagoge                                                          | Hegedüs Gyula utca 3, Budapest, 1136, XIII. Bezirk (Standort)                | Modern Orthodox       |       | |
| weitere Bilder     | Bethlen-Platz-Synagoge                                                      | István utca 15, Budapest, 1078, VII. Bezirk (Standort)                       | status quo ante       |       | Baujahr: 1920, Baustil: Eklektizismus                                                                                           |
| BW                 | Chevra Shas-Lubavitch Synagoge                                              | Vasvari Pal Utca 5, Budapest, 1061, VI. Bezirk (Standort)                    | Chabad Lubavitch      |       | |
| BW                 | Dessewffy utcai Synagoge                                                    | Dessewffy utca 23, Budapest, 1066, VI. Bezirk (Standort)                     | Orthodox              |       | |
| weitere Bilder     | Dohány utcai Synagoge, Große Synagoge                                       | Dohany utca 2, Budapest, 1074, VII. Bezirk (Standort)                        | Neolog                | 827   | erbaut 1854–59, maurischer Baustil, Besichtigung möglich außer Samstag                                                          |
| weitere Bilder     | Leó Frankel Synagoge                                                        | Frankel Leó utca 49, Budapest, 1023, III. Bezirk (Standort)                  | Modern Orthodox       | 367   | erbaut 1887/88, Besichtigung möglich                                                                                            |
| György Synagoge    | György Synagoge                                                             | Dózsa György út 55, Budapest, 1134, XIII. Bezirk (Standort)                  |                       |       | als Sporthalle genutzt |
| BW                 | Gyula Bet Aharon Synagogue, Thököly úti zsinagóga                           | Thököly út 83, Budapest, 1143, XIV. Bezirk (Standort)                        |                       |       | |
| BW                 | Hunyadi Synagoge                                                            | Hunyadi tér 3, Budapest, 1067, VI. Bezirk (Standort)                         |                       |       | |
| BW                 | Jósika Synagoge                                                             | Jósika utca 6, Budapest, 1077, VII. Bezirk (Standort)                        | Orthodox              |       | |
| BW                 | József körút Synagoge                                                       | József körút 27, Budapest, 1085, VIII. Bezirk (Standort)                     |                       |       | Synagoge des nationalen Rabbiner Seminars                                                                                       |
| BW                 | Károli Gáspár Synagoge, Bet–Shalom                                          | Károli Gáspár tér 5, Budapest, 1114, XI. Bezirk (Standort)                   | neolog/konservativ    |       | 1962 angekauftes Wohnhaus zu einem Gebetshaus umgebaut, kleinste und jüngste Synagoge in Budapest, Studenten und junge Familien |
| weitere Bilder     | Kazinczy utcai Synagoge                                                     | Kazinczy utca 27, Budapest, 1075, VII. Bezirk (Standort)                     | Orthodox              | 825   | Baujahr 1912/13, Jugendstil |
| weitere Bilder     | Kleine Mittelalterliche Synagoge                                            | Táncsics Mihály Straße 26, Budapest, 1014 (Standort)                         |                       | 166   | genutzt als Außenstelle des Historischen Museums der Stadt Budapest                                                             |
| BW                 | Lauder Javne Synagoge                                                       | Budakeszi út 48, Budapest, XII. Bezirk (Standort)                            |                       |       | Lauder Javne Zsidó Közösségi Iskola (Schule)                                                                                    |
| BW                 | Chabad Lubavitch Synagoge, Hõsök Synagoge                                   | Wesselenyi Utca 4, Budapest, 1077, VII. Bezirk (Standort)                    | Chabad Lubavitch      |       | kann besichtigt werden |
| weitere Bilder     | Mindenki Kirche                                                             | Cserkesz utca 7-9, Budapest, 1102, X. Bezirk (Standort)                      | früher neolog         | 11742 | erbaut 1907 bis 1912 als Synagoge, bis 1964 Synagoge, seit 1964 protestantische Kirche                                          |
| BW                 | Nagy Fuvaros Synagoge                                                       | Nagy Fuvaros St 4, Budapest, 1084, VIII. Bezirk (Standort)                   | Reform                |       | kann besichtigt werden |
| weitere Bilder     | Nagytétény Synagoge                                                         | Nagytétényi út 283, Budapest, 1225, XXII. Bezirk (Standort)                  |                       | 1305  | als Bücherei genutzt |
| weitere Bilder     | Óbuda Synagoge                                                              | Lajos utca 163, Budapest, 1036. III. Bezirk (Standort)                       |                       | 367   | Baujahr 1820/21, Neoklassizismus                                                                                                |
| weitere Bilder     | Páva Synagoge                                                               | Páva utca 39, Budapest, 1094, IX. Bezirk (Standort)                          |                       | 11678 | profaniert, Holocaust-Erinnerungszentrum                                                                                        |
| BW                 | Pesterzsébet-Soroksár-Csepe                                                 | Zamárdi utca 7. (Téglagyár tér 9/10.), Budapest, 1203, XX. Bezirk (Standort) |                       |       | |
| weitere Bilder     | Rákospalota Synagoge                                                        | Régi Fóti út 77, Budapest, 1152, XV. Bezirk (Standort)                       |                       |       | profaniert, von der Nationalbibliothek verwendet                                                                                |
| weitere Bilder     | Rumbach-Synagoge                                                            | Rumbach Sebestyén utca 11-13, Budapest, 1074, VII. Bezirk (Standort)         | früher: Reform        | 858   | über die Verwendung wird diskutiert                                                                                             |
| BW                 | Sim Shalom Egyesulet                                                        | Csalogany utca 5, Budapest, 1027, I. Bezirk (Standort)                       | Reform                |       | Besichtigung möglich |
| BW                 | Teleki ter Synagoge                                                         | Teleki ter 22, Budapest, 1086, VIII. Bezirk (Standort)                       | Orthodox, sephardisch |       | früher chassidisch/sephardisch, seit 1920 in Betrieb                                                                            |
| weitere Bilder     | Újpest Synagoge                                                             | Berzeviczy Gergely utca 6, Budapest, 1042, IV. Bezirk (Standort)             | neolog                | 449   | Baujahr 1885/86 |
| BW                 | Visegrádi Synagoge                                                          | Visegrádi utca 3, Budapest, 1132, XIII. Bezirk (Standort)                    | Modern Orthodox       |       | |